# Хвацовас, Олег Витаутасович
Олег Витаутасович Хвацовас (бел. Алег Хвацовас, родился 10 сентября 1967 года в Киеве) — советский и белорусский стрелок, четырежды призёр чемпионатов Европы по стрельбе из пистолетов в личном первенстве. Мастер спорта СССР международного класса.

## Биография
Выступал в 1980-е годы в категории юниоров на республиканских и всесоюзных соревнованиях. Неоднократно участвовал в чемпионатах СССР, УССР и Белоруссии, а также первенствах вооружённых сил СССР. С советской сборной завоевал в 1980-е годы на чемпионатах Европы три серебряные медали в личных первенствах среди юниоров: в 1984 году в Вингстеде и 1986 году в Будапеште в турнире по стрельбе из скорострельного пистолета с дистанции 25 м, в 1985 году в Осиеке в стрельбе из стандартного пистолета с 25 м. В Осиеке в том же году с командой он выиграл золото чемпионата Европы среди юниоров по стрельбе из стандартного пистолета с 25 м, установив европейский и юношеский мировой рекорд в виде 1696 очков (в команде с ним выступали Сергей Бабиков и Сергей Мартиросян). В 1985 году в Осиеке Олег также занял 4-е место в стрельбе из пистолета с 50 м среди юниоров, в 1986 году в Будапеште занял 6-е место среди юниоров в стрельбе из стандартного пистолета с 25 м, а в 1987 году в Лахти стал 6-м среди юноиров.
В дальнейшем Олег представлял Белоруссию, выступив в 1994 году на чемпионате мира в Милане и заняв 33-е место в стрельбе из стандартного пистолета с 25 м, повторив это достижение в Барселоне через 4 года. В 1999 году на чемпионате Европы в Бордо он выиграл первую награду за Белоруссию, став серебряным призёром в стрельбе из пистолета центрального боя с 25 м. В 2000 году выступил на Олимпиаде в Сиднее, участвуя в соревнованиях по стрельбе из скоростного пистолета на дистанции 25 м. В квалификации занял 5-е место, отстав на одно очко от группы лидеров и выйдя в финал, а в финале занял 6-е место с результатом 682,4 очка. В 2001 году он завоевал бронзовую медаль на этапе Кубка мира в Мюнхене в стрельбе из скорострельного пистолета с дистанции 25 м. Также участвовал в соревнованиях по стрельбе из пневматического пистолета с 10 м. Участвовал в дальнейшем в чемпионате мира 2002 года в Лахти и на чемпионате Европы 2003 года в Пльзене, но успехов не добивался.
Воинское звание — подполковник.